# Jörg Jarnut
Jörg Jarnut foi um historiador alemão, autor de diversas pesquisas sobre a Idade Média, em particular sobre os lombardos. Era um estudioso das instituições e da sociedade das invasões bárbaras e da Alta Idade Média. Foi docente de História Medieval na Universidade de Paderborn. 

## Na Itália
- Bergamo 568-1098.
- Bergamo 568-1098. Storia istituzionale, sociale ed economica di una città lombarda nell'Alto Medioevo, Bergamo, Archivio Bergamasco, 1980. ISBN   MIL0010412
- L'evoluzione delle città italiane nell'XI secolo (con R. Bordone; Bologna 1988)
- Storia dei Longobardi, Torino, Einaudi, 2002. ISBN 8846440854

## Na Alemanha
- Prosopographische und sozialgeschichtliche Studien zum Langobardenreich in Italien (568–774), Bonn 1972, ISBN 3-7928-0312-7.
- Agilolfingerstudien: Untersuchung zur Geschichte einer adligen Familie im 6. und 7. Jh. Stuttgart 1986, ISBN 3-7772-8613-3.